# João Miguel
João Miguel Xavier Ferreira dos Santos, noto semplicemente come João Miguel (Maia, 14 settembre 1993), è un calciatore portoghese, difensore del Penafiel.

## Carriera
Dopo aver giocato a lungo nelle serie inferiori portoghesi, il 1º luglio 2021 viene acquistato a titolo definitivo dalla squadra rumena dell'Argeș Pitești.

## Statistiche

### Presenze e reti nei club
Statistiche aggiornate al 20 marzo 2022.
| Stagione        | Squadra         | Campionato      | Campionato | Campionato | Coppe nazionali | Coppe nazionali | Coppe nazionali | Coppe continentali | Coppe continentali | Coppe continentali | Altre coppe | Altre coppe | Altre coppe | Totale | Totale |
| Stagione        | Squadra         | Comp            | Pres       | Reti       | Comp            | Pres            | Reti            | Comp               | Pres               | Reti               | Comp        | Pres        | Reti        | Pres   | Reti   |
| --------------- | --------------- | --------------- | ---------- | ---------- | --------------- | --------------- | --------------- | ------------------ | ------------------ | ------------------ | ----------- | ----------- | ----------- | ------ | ------ |
| 2014-2015       | Salgueiros      | CdP             | 28         | 1          | CP              | 0               | 0               |                    | -                  | -                  |             | -           | -           | 28     | 1      |
| 2015-2016       | Salgueiros      | CdP             | 24         | 3          | CP              | 0               | 0               |                    | -                  | -                  |             | -           | -           | 24     | 3      |
| 2016-2017       | Salgueiros      | CdP             | 25         | 2          | CP              | 0               | 0               |                    | -                  | -                  |             | -           | -           | 25     | 2      |
| 2017-gen. 2018  | Anadia          | CdP             | 9          | 0          | CP              | 0               | 0               |                    | -                  | -                  |             | -           | -           | 9      | 0      |
| gen.-giu. 2018  | Cesarense       | CdP             | 14         | 0          | CP              | -               | -               |                    | -                  | -                  |             | -           | -           | 14     | 0      |
| 2018-2019       | União Leiria    | CdP             | 30         | 1          | CP              | 2               | 0               |                    | -                  | -                  |             | -           | -           | 32     | 1      |
| 2019-2020       | Mafra           | LdH             | 20         | 0          | CP+CdL          | 4+1             | 0               |                    | -                  | -                  |             | -           | -           | 25     | 0      |
| 2020-2021       | Mafra           | LdH             | 29         | 0          | CP+CdL          | 0+1             | 0               |                    | -                  | -                  |             | -           | -           | 30     | 0      |
| 2021-2022       | Argeș Pitești   | L1              | 25         | 1          | CR              | 1               | 0               |                    | -                  | -                  |             | -           | -           | 26     | 1      |
| Totale carriera | Totale carriera | Totale carriera | 204        | 8          |                 | 9               | 0               |                    | -                  | -                  |             | -           | -           | 213    | 8      |